# Señoro
Señoro es un neologismo que se utiliza en tono despectivo para señalar a aquellos hombres que actúan de forma machista y con indiferencia o desdén ante la igualdad de género. Un término similar sería el de machirulo.
Es un apelativo del vocabulario feminista para nombrar a aquellas personas que tratan con condescendencia a las mujeres o cuestionan el feminismo. Como pasa con otros términos, su uso se ha popularizado y extendido a través de las redes sociales, y el término machirulo se ha incluido en el diccionario de la Real Academia Española en 2023, la palabra es conocida comúnmente y se ha convertido en uno de los neologismos galardonados por los seguidores de la cuenta de Twitter 'Diario de neologismos'.

## Descripción del concepto
En palabras de la activista feminista Irantzu Varela 
“Los señoros son gente que está a gusto, que está cómoda, que está bien en el sistema heteropatriarcal. Que pone en duda todas las manifestaciones de la violencia machista con un argumento estupendo: que ellos no la notan. ¿La brecha salarial? Un invento. ¿La violencia contra las mujeres? Victimismo. ¿La imposición del trabajo doméstico? Os quejáis por todo”

### Definición
El Diccionario de la RAE define el vocablo machirulo/a como: Derivado de macho. Adjetivo despectivo coloquial. Dicho de una persona, especialmente de un hombre: Que exhibe una actitud machista. Ejemplo: En la reunión había varios machirulos. Propio o característico de un/a machirulo/a. Ejemplo: Una respuesta muy machirula.
El Diccionario del Español Total define el vocablo señoro de la siguiente forma:
n. masculino. De señor con un sufijo masculino -o superfluo. Se añade la -o, ya que es una marca más típica que la -r para el masculino gramatical.
| Singular | Plural  |
| -------- | ------- |
| señoro   | señoros |

- Abreviatura: Sro.(también Sr.º o S.º)
- Ejemplo: "La rechacé porque el guión incluía a una actriz, Sandra Bullock, a la que no veía en el papel. Nadie me hizo caso cuando propuse a otra. Luego llegó Clint Eastwood y eligió a Hillary Swank, en quien yo había pensado. A un señoro sí le hicieron caso" Isabel Coixet

### Origen etimológico
Lola Pons Rodríguez, catedrática en el Departamento de Lengua Española, Lingüística y Teoría de la Literatura de la Universidad de Sevilla, enumera los cambios que ha experimentado la palabra “señor” en los últimos siglos hasta llegar al término “señoro”. Su origen es herencia del latín, como la mayoría de las voces del castellano. Viene de senex, que significaba "viejo"; de senex derivaba el comparativo senior -es, o sea, "más viejo(s)".
La estructura de poder vigente en la Antigüedad reforzaba la idea de que los jefes de familia, los mayores de cada casa, eran las cabezas visibles del grupo. Por eso el mayor, el más viejo, pasó a ser también el más respetable; señor va a ser no solo, o no forzosamente, el más viejo sino el importante, el tratado con deferencia.
Cambios descritos por Lola Pons Rodríguez:
- Primer cambio: se crea el femenino. En los textos castellanos más antiguos 'señor' valía para hombre y para mujer. En el siglo XIV leemos que un enamorado quiere cumplir "el mandado de aquesta mi señor" (Libro de Buen Amor), sin a y aludiendo a su amada. Esta expresión no suponía ningún sexismo lingüístico aparentemente, sino el esquema que traía la palabra desde su origen; como era un comparativo, no conocía la terminación femenina; de hecho hoy seguimos sin tenerla en la mayoría de los comparativos latinos, no decimos mayora o peora (sí "superiora" porque, como señora, se ha convertido en sustantivo). El nuevo femenino, ya general al final de la Edad Media, se hizo añadiendo una marca, la a, a una palabra que acaba en consonante (como en andaluz, andaluza).[1]
- Segundo cambio: señor prestigia, pero también insulta. El uso respetuoso era el común; se podía aludir al "señor duque" o hablar de "mi señor". Pero desde el siglo XVII, el empleo de "señor" acompañado de formas insultantes se hizo frecuente: señor gandul, señora ladrona. Las formas "seor" y "so", con sonidos perdidos por el desgaste, vienen de señor y de ahí que digamos "so gandul" o "so lenta". Igual que señor tiene su correlato insultante en so, señora no lo tiene, pero en sí misma, puede ser palabra sentida como una forma de cargar de años y de olvido a la mujer.[1]
- Tercer cambio: se crea una familia a "señor". Los sufijos del español crean a señoritas y a señoritos, pero también a señoronas, señoritingos y otras especies. Y aquí también se ha pasado del respeto a los empleos más dudosos: el señorito era el hijo del señor y hoy es el inútil que no trabaja y vive de otros; la señorita era la señora no casada, pero hoy la palabra se ha restringido para la seño del cole, y se prefiere no usar señorita porque implica hacer una distinción de estado civil que no se practica en el masculino. Por su parte, señorones y señoronas hay en la lengua desde el siglo XVII y se convirtieron en palabra común del español cuando aparecieron como personajes en las novelas del XIX.[1]
- Cuarto cambio: el nuevo masculino "señoro". La anonimia de Internet hace complejo discernir quién empezó este uso, que hoy se localiza en redes sociales y en canales de mucha agilidad comunicativa. "Señoro" tiene un sentido despectivo, señala a los varones que tratan de forma condescendiente a las mujeres o dudan de la legitimidad del movimiento feminista. Al añadir la marca explícita de género masculino, la o, se trata de una especie de doble masculino que subraya peyorativamente el machismo de algunas actitudes.[1]

## Neologismo 2020
Los seguidores de la cuenta de Twitter 'Diario de neologismos' galardonaron la voz señoro como neologismo en 2020. Esta cuenta es parte del trabajo de la Red de Observatorios de Neología del Español Peninsular, NEOROC, que desde la Universidad Pompeu Fabra coordina la labor de numerosos neólogos y especialistas en léxico de todo el país. Ellos se encargan de detectar palabras publicadas en la prensa local que no aparecen en el diccionario, después las seleccionan, estudian cómo se han formado y publican cada día una palabra nueva en la red explicando su significado.

Acabado el año, preguntaron a sus seguidores cuál era su neologismo preferido y el ganador fue 'señoro'. Una palabra que, como explicaba para el programa Un Idioma Sin Fronteras de Radio Nacional, Miguel Sánchez Ibáñez, neólogo de la red NEOROC, supone todo un alarde de innovación gramatical.
"Se alude a un tipo de hombre muy concreto que, por el mero hecho de ser hombre y desde una posición de privilegio social, económico o intelectual, mira a las mujeres con desdén", Miguel Sánchez Ibáñez.
La Comisión de Neologismos de la Real Academia Española (RAE) no se ha pronunciado al respecto, pero en 2018 inicio el proceso de estudiar la introducción de la palabra "machirulo", sinónimo de “señoro” en su Diccionario. La palabra machirulo se emplea en el lenguaje coloquial para referirse al hombre que presume de ser machista sin disimulo. Algunos especialistas han considerado que la palabra machirulo deriva de la unión de los términos “machista” (hombre que actúa de manera prepotente con las mujeres) y “chulo” (rufián, proxeneta). De allí que se trate de machirulo a aquellos hombres que actúan de manera déspota ante las mujeres.
“Tiene una carga irónica que creo que se adecuaba más a una actitud de igualdad entre hombres y mujeres, sustituye la idea de macho alfa que es muy poderosa. Machirulo parece una versión más irónica y familiar de la desigualdad entre el hombre y la mujer" Soledad Puértolas, académica de la RAE desde 2010.

## Críticas al concepto

### Desde el feminismo
Ana Iris Simón critica que el uso indiscriminado del concepto “señoro” puede llegar a vaciarlo de contenido. Afirmando que existe la tipología de personas que describe el concepto, considera que también se emplea en ocasiones hacia cualquiera que no piense como nosotros, o que piense como nosotros pero con matices. Critica su uso como herramienta para acabar discusiones o invalidar argumentos y opiniones de aquellos que se perciben como adversarios al feminismo, especialmente en las redes sociales. En este sentido, considera que señoro sería el equivalente contrario al concepto de feminazi, y que su empleo constituye una falacia ad hominem.
Ambas surgen en la mayoría de ocasiones de la irreflexión, son casi automáticas, están condicionadas por la masa y su fin último es molar. El objetivo final de llamar señoro a otro, más que defender una idea, más que luchar por un sistema a todas luces dañino, injusto y destructivo, es el de construir una identidad. Ana Iris Simón

## Polémicas

### En política española
En tanto el término «señoro» tiene un componente principal peyorativo, su uso en el ámbito político español ha implicado numerosas polémicas.
La principal de ellas implicó en octubre de 2021 a la vicepresidenta segunda y ministra de Trabajo Yolanda Díaz y al Premio Nobel de Literatura Mario Vargas Llosa, al haber etiquetado la primera al segundo de «señoro», debido a las declaraciones de Llosa en una convención del Partido Popular en la que afirmó que «lo importante de unas elecciones no es que haya libertad, sino votar bien». Díaz contestó a estas declaraciones diciendo que «es curioso que algunas personas que tienen mucho nombre y mucho renombre no hayan entendido todavía en el primer tercio del siglo XXI que el voto de una mujer trabajadora vale lo mismo que el de un señoro que es un Premio Nobel».
Las declaraciones de Díaz suscitaron numerosas reacciones. Desde entornos feministas y de izquierda política estas tendieron a ser mayormente positivas: en redes sociales la vicepresidenta fue alabada, mientras que algunos medios de izquierdas sostuvieron que los señoros se estaban coaligando contra ella. Desde la derecha política, sin embargo, las reacciones fueron mucho más negativas, tanto en redes sociales como en medios de opinión. Rosa Díez contestó a Yolanda Díaz afirmando que «El voto de cualquier ciudadano español, hombre o mujer, vale lo mismo que el de una vicepresidenta comunista que alaba la ideología culpable de cometer millones de crímenes de lesa humanidad. El voto de una señora que falsifica su curriculum vale lo mismo que el de un Nobel». El uso por parte de Yolanda Díaz del término señoro también fue criticado en el programa de Federico Jiménez Losantos Es la mañana de Federico.
Otras personalidades políticas españolas que han utilizado el término señoro como ataque público incluyen a Jaume Asens y Sonia Vivas en diferentes declaraciones contra Marcos de Quinto; a Adriana Lastra contra Antonio Garamendi, presidente de la CEOE; a Mónica Oltra contra el expresidente de la Junta de Extremadura Juan Carlos Rodríguez Ibarra; a José Manuel Calvo contra Pedro Fernández Hernández en el Ayuntamiento de Madrid; a Pablo Fernández contra Alfonso Fernández Mañueco y su gobierno regional; y a Mar Marín y a Pilar Bernabé, del PSPV, contra Joan Baldoví (en apoyo a Sandra Gómez, quien previamente lo había llamado peyorativamente «señor»), entre otros.
En el activismo LGBT, destaca el uso del epíteto por parte de Elizabeth Duval contra Paul B. Preciado, lo que daría lugar a un debate que terminaría forjando una buena relación entre ambos.

### En el ámbito cultural español
El uso del término «señoro» también ha generado polémicas dentro del entorno cultural español. Una de las más relevantes implicó a Isabel Coixet, al afirmar en una entrevista en El País que no aceptó la dirección de una película multipremiada (Million Dollar Baby) porque los productores no quisieron aceptar su idea de no incluir a Sandra Bullock en uno de los papeles. Según Coixet, le ofrecieron la dirección posteriormente a Clint Eastwood, quien incluyó para el papel a Hillary Swank, «en quien ella había pensado», y, como comentario a esto, afirmó que «a un señoro sí le hicieron caso.» El uso de este término en contra de Clint Eastwood provocó numerosas reacciones críticas desde redes y columnas de medios como Actuall. En medios como Vozpópuli y El Confidencial fueron escritos artículos críticos con el uso y el significado teórico de «señoro», en respuesta a Coixet. Entre los críticos destaca Alfonso Reyes, presidente de la Asociación de Baloncestistas Profesionales de España. Coixet declararía más tarde que ella no llamó señoro a Eastwood, y que ella siempre ha «hablado muy bien de Clint Eastwood».
Los escritores ocultos tras la identidad de Carmen Mola (Jorge Díaz, Agustín Martínez y Antonio Mercero) fueron fuertemente criticados por la opinión pública, y acusados de señoros al descubrirse que la escritora que encarnaban era una invención (al presuponerse que encarnaron a una mujer para obtener mayor éxito en el mercado de la novela negra). Entre las mujeres críticas con estos escritores se incluyó en su momento a Mónica García, de Más Madrid, quien se refirió a ellos como señoros, mientras su compañera Rita Maestre lo hacía con el epíteto de "señores". Los escritores contestaron diciendo que no sólo no les importaba que les llamasen señoros, sino que incluso les hacía gracia.
El escritor Arturo Pérez-Reverte también ha sido tildado de señoro en numerosas ocasiones. En el contexto de la pandemia, quiso hacer un homenaje a las mujeres que ayudaban en los momentos más críticos; fue reprendido con el epíteto por la activista Irantzu Varela debido al estilo de escritura de su mensaje. Durante la invasión de Ucrania, Reverte compartió en Twitter una fotografía de una mujer soldado ucraniana fallecida en combate, mientras criticaba que no se la imaginaba «diciendo todos, todas y todes», lo que implicó nuevos señalamientos mediante el término. Preguntado por Pablo Motos sobre su opinión sobre el epíteto señoro, Reverte respondió irónicamente que «caen en esos extremos los y las analfabetas, los y las que ganan algo con esto... ¿me va a cambiar a mí el lenguaje Irene Montero? Lo siento mucho, la lengua española déjemela tranquila».
Otras personalidades culturales que han sido acusadas de ser señoros desde diversos ámbitos del feminismo español incluyen a Javier Marías, Alberto Estella, Arcadi Espada o Emilio Martínez-Lázaro.